# Mehmet Akif Pirim
Mehmet Akif Pirim, född den 17 september 1968 i Rize, Turkiet, är en turkisk brottare som tog OS-guld i fjäderviktsbrottning i den grekisk-romerska klassen 1992 i Barcelona och därefter OS-brons i samma viktklass 1996 i Atlanta.